# Ikarus 280
L'Ikarus 280 è un modello di autobus articolato realizzato in Ungheria a partire dal 1980.

## Caratteristiche
È un veicolo a tre assi lungo quasi 17 metri con guida a sinistra, 4 porte a libro, grande parabrezza rettangolare diviso in due parti, costruito dalla Ikarus.

## Diffusione
Il modello, largamente presente in tutte le nazioni dell'Europa orientale, è ancora circolante in diverse città nonostante siano stati costruiti negli anni '80: in Polonia, per esempio, si trovano a Katowice (PKM), Częstochowa (MPK), Lublino (MPK) e Stettino. È ancora molto diffuso in special modo nella città di Budapest, soprattutto sulle linee notturne e sulle linee diurne periferiche.

## Voci correlate

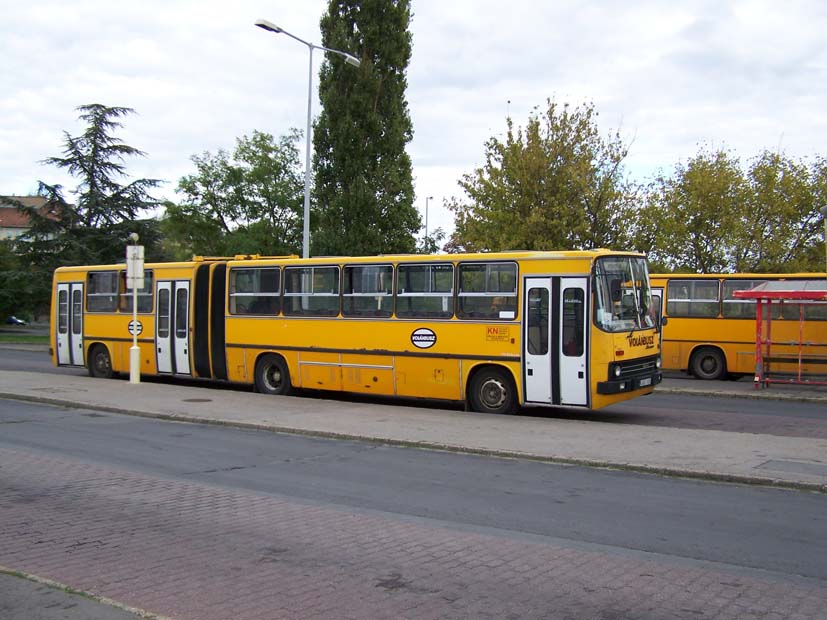
Ikarus 280 della Volánbusz (società di autotrasporti pubblici della zona di Budapest) all'autostazione di Szentendre